# Jiří Zapletal
Jiří Zapletal (* 26. května 1967 Holešov) je český herec.
V roce 1990 vystudoval činoherní herectví na Janáčkově akademii múzických umění v Brně. Od roku 1991 je členem královéhradeckého Klicperova divadla, kde ztvárnil například hraběte Almaviru ve Figarově svatbě či Ericha Mariu Remarqua ve Třech kamarádech. V televizi a filmu je obsazován většinou do vedlejších rolí, například v seriálu České století (2013) a ve filmech Dubček a Jan Palach (2018) si zahrál československého politika Josefa Smrkovského. Je hlasem televizních stanic skupiny Nova Sport.
Je ženatý, má dva syny.